# Сорочий шама-дрозд
Сорочий шама-дрозд, или сорочья славка, или индийская сорочья славка (лат. Copsychus saularis), — вид певчих птиц из семейства мухоловковых.

## Описание
Самцы длиной примерно 19—23 см имеют яркую чёрно-белую окраску. Оперение на спине, голове, верхней стороне хвоста и большей части крыльев чёрное. Грудь и нижняя сторона хвоста, а также тонкие полосы на крыльях белые, у самки они окрашены в тёмно-серый цвет. Масса птиц составляет от 29 до 41 г.

## Распространение
Сорочий шама-дрозд распространён в Юго-Восточной Азии, Индии, Индонезии и на Филиппинах.

## Образ жизни
Часто дрозды живут вблизи поселений человека, в садах и парках. В густых лесах они населяют подлесок. Там они ищут своё питание, преимущественно насекомых, таких как сверчки, муравьи и жуки, либо на подстилке, либо в открытом поле. Птица часто взмахивает своим полосатым чёрно-белым хвостом высоко над спиной, отмечая таким образом свой участок. На чужом участке или в клетке количество взмахов хвоста заметно сокращается. За своё благозвучное пение и способность имитировать других птиц их в большом количестве выращивают и импортируют. Сорочий шама-дрозд поёт не так громко и сильно как белопоясничный шама-дрозд, однако, в более высокой тесситуре. Кроме того, он поёт почти круглый год, часто меняя свой репертуар. Наряду с пением сорочий шама-дрозд издаёт целую серию призывов. Продолжительность жизни составляет от 12 до 15 лет.

## Размножение
Гнездо в форме чашки из веток и волокон корней строится между корнями дерева или в дупле дерева. В кладке от 3 до 6 (чаще 5) яиц. Высиживают кладку оба родителя от 12 до 13 дней. В возрасте 12-ти дней птенцы покидают гнездо, однако, оба родителя продолжают и дальше снабжать их кормом.